# Гай Аврелий Котта (консул 252 года до н. э.)
Гай Аврелий Котта (лат. Caius Aurelius Cotta; III век до н. э.) — римский военачальник и политический деятель из плебейского рода Аврелиев, консул 252 и 248 годов до н. э. Участник Первой Пунической войны.

## Биография
Гай Аврелий принадлежал к плебейскому роду Аврелиев. Согласно Капитолийским фастам, его отца и деда звали Луций и Гай соответственно.
Первые упоминания о Гае Аврелии в источниках относятся к 252 году до н. э., когда он стал консулом вместе с патрицием Публием Сервилием Гемином. В это время Рим вёл войну с Карфагеном, и Котта возглавил армию, действовавшую на Сицилии. Он взял город Термы, последний опорный пункт карфагенян на северном побережье острова, а затем высадился на Липарских островах и осадил город Липары. Вскоре ему понадобилось на время вернуться в Мессану, чтобы совершить новые ауспиции. Тогда Гай Аврелий оставил во главе армии своего родственника, военного трибуна Публия Аврелия Пекуниолу, но последний не оправдал доверие: в отсутствие консула противник смог «почти захватить» римский лагерь и поджечь лагерный вал. По возвращении Котта приказал высечь трибуна розгами, разжаловать в рядовые и приставить к самой чёрной работе. Липара вскоре пала, а Гай Аврелий в том же году вернулся в Рим, где был удостоен триумфа.
В 248 году до н. э. Котта во второй раз получил консулат. При этом его коллегой опять был Публий Сервилий Гемин, а консулом следующего года, как и в первый раз, был Луций Цецилий Метелл. Антиковед Э. Бэдиан сделал отсюда вывод о существовании прочного союза трёх аристократических семейств — Аврелиев, Сервилиев и Цецилиев Метеллов. Этот союз мог существовать ещё в конце II века до н. э.
Первая Пуническая война на момент избрания Гая Аврелия продолжалась. Консулы совместно командовали армией на Сицилии, но не одержали громких побед: обе стороны явно были измучены затянувшимся конфликтом, так что действовали вяло. Карфагеняне отсиживались в Лилибее и Дрепане, а Котта и Гемин не могли взять эти города.
Вершины своей карьеры Гай Аврелий достиг в 241 году до н. э., став цензором. Его коллегой по этой должности был патриций Марк Фабий Бутеон. В последний раз Котта упоминается в источниках в 231 году до н. э., когда он был начальником конницы при диктаторе Гае Дуилии, назначенном для проведения очередных выборов магистратов.

## Потомки
От Гая Аврелия происходят все последующие Аврелии Котты. Согласно предположению Э. Бэдиана, у Гая было двое сыновей: Гай, легат в 216 году до н. э., и Марк, плебейский эдил в том же году. Соответственно его внуком был консул 200 года до н. э..